# Electroplast
Electroplast Bistrița este o companie producătoare de conductori și cabluri electrice din România.
Compania a fost înființată în anul 1993 de către șase persoane fizice din localitatea Bistrița.
În 2001, acționarii firmei au vândut 40% din acțiunile firmei către Italian Cable Company, care activează tot pe domeniul cablurilor electrice.
În prezent firma italiană deține 50% din actiunile Electroplast.
Număr de angajați în 2008: 152
Cifra de afaceri în 2007: 36 milioane euro